# Michael Stenger
Michael C. Stenger (11 juli 1950 - Falls Church,  27 juni 2022) was een Amerikaans wetshandhaver. Van 16 april 2018 tot 7 januari 2021 was hij als Sergeant at Arms van de Amerikaanse Senaat verantwoordelijk voor de orde en veiligheid in het Capitool en de kantoorgebouwen van de Senaat. Stenger diende een dag na de bestorming van het Capitool zijn ontslag in. Zijn collega Paul Irving van het Huis van Afgevaardigden deed hetzelfde.
Eerder was Stenger kapitein bij het Marine Corps en werkte hij 35 jaar bij de Secret Service. Hij trad in 2011 in dienst van de Senaat en was voor zijn aantreden als Sergeant of Arms achtereenvolgens assistent, plaatsvervanger en stafchef van de Sergeant of Arms.
Stenger overleed plotseling op 71-jarige leeftijd.